# Site gallo-romain des Jaillants
Le site gallo-romain des Jaillants, composé de ruines d'un fanum, est un ensemble archéologique datant du Ier siècle av. J.-C. jusqu'à la seconde moitié du Ier siècle apr. J.-C., situé sur la commune Pradines (Corrèze).
Les premières descriptions du lieu ont été fournies par Marius Vazeilles en 1959,.
Seuls deux complexes monumentaux publics sont connus sur le plateau de Millevaches : le sanctuaire des Jaillants à Pradines et le sanctuaire du Puy Lautard à Saint-Pierre-Bellevue. 

## Toponymie
Le nom du site trouve son origine dans une déformation de Géants (du col des Géants) en Jaillants.

## Le sanctuaire

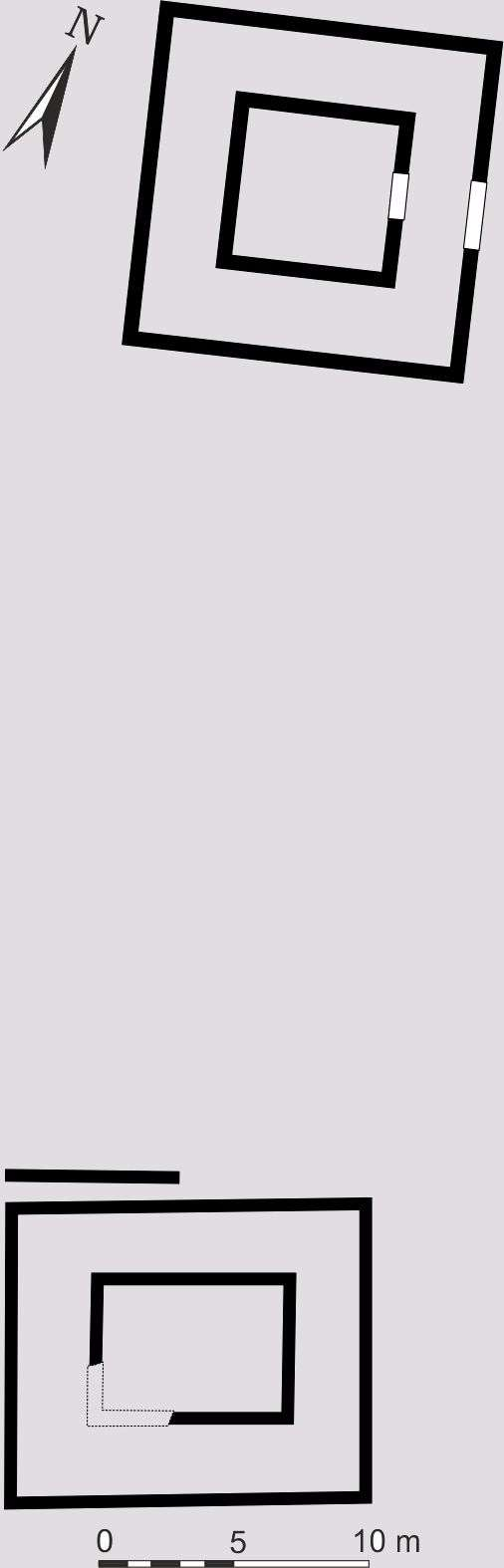
Plan du sanctuaire des Jaillants.

Deux chemins probablement antiques se croisaient près du fanum situé au col des Géants ou des Jaillants. L'un d'eux reliait Meymac au Lonzac, l'autre Chaumeil à Veix. 
Le sanctuaire des Jaillants est positionné sur un point haut, aux confins du plateau de Millevaches et des Monédières.

### Premières descriptions

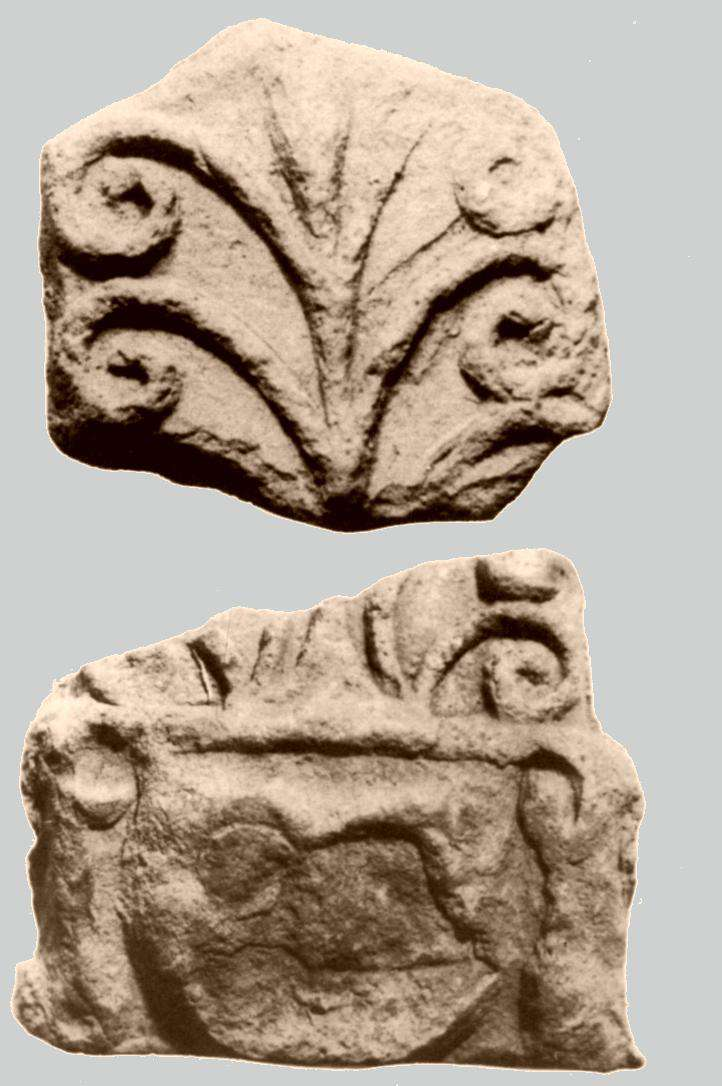
Fragments d'antéfixes représentant une tête de Gorgone.

Près du Vietheil, au lieudit la Croix, des débris de tegulae et un bac en granite indiquent la présence d'une structure gallo-romaine. Au lieu-dit les Jaillants, de nombreux objets antiques ont été recueillis à l'emplacement d'un bâtiment (céramique commune et sigillée, fragments d'antéfixes à tête de Gorgone, fragment de meule en basalte, deux monnaies non décrites…).

### Fouilles
Le sanctuaire a fait l’objet de plusieurs campagnes de fouilles, en 1966, 1967, 1973, 1981 et 1982 (ces deux dernières sous la conduite de Guy Lintz).

#### Première campagne
La fouille de ce site a permis de mettre au jour deux fanums.
- Le premier, de plan rectangulaire, possède une cella de 8 m sur 6 m avec des murs épais de 0,40 m. Le mobilier est très réduit : des clous, quelques tessons et quatre monnaies (un as d'Auguste, un dupondius de Nîmes, un sesterce de Marc Aurèle et monnaie de Lucile).
- Les structures du second monument, situé à 30 m au nord du précédent, sont mieux conservées. De plan carré, les dimensions extérieures sont de 12,75 m pour la galerie et 6,80 m pour la cella. La face externe des murs de la galerie, épais de 0,65 m, est construite en petit appareil régulier. La face interne est bâtie en opus incertum, comme le mur de la cella épais de 0,70 m. Tous les angles sont appareillés en gros blocs de gneiss parfaitement taillés. Un dallage précédait l'entrée orientée à l'est. Le mobilier recueilli lors de la fouille de ce bâtiment comprend un antéfixe, des débris d'enduits peints, des plaques et une base de colonne en calcaire, quelques tesselles de mosaïque en pâte de verre, un sesterce d'Antonin le Pieux, un tesson de verre à décor gravé et de la céramique. Le site a livré quelques objets (des fragments d'antéfixes, de la céramique sigillée et commune) et deux monnaies (une de Nîmes et un bronze de Marc Aurèle[5]).

Fanum des Jaillants
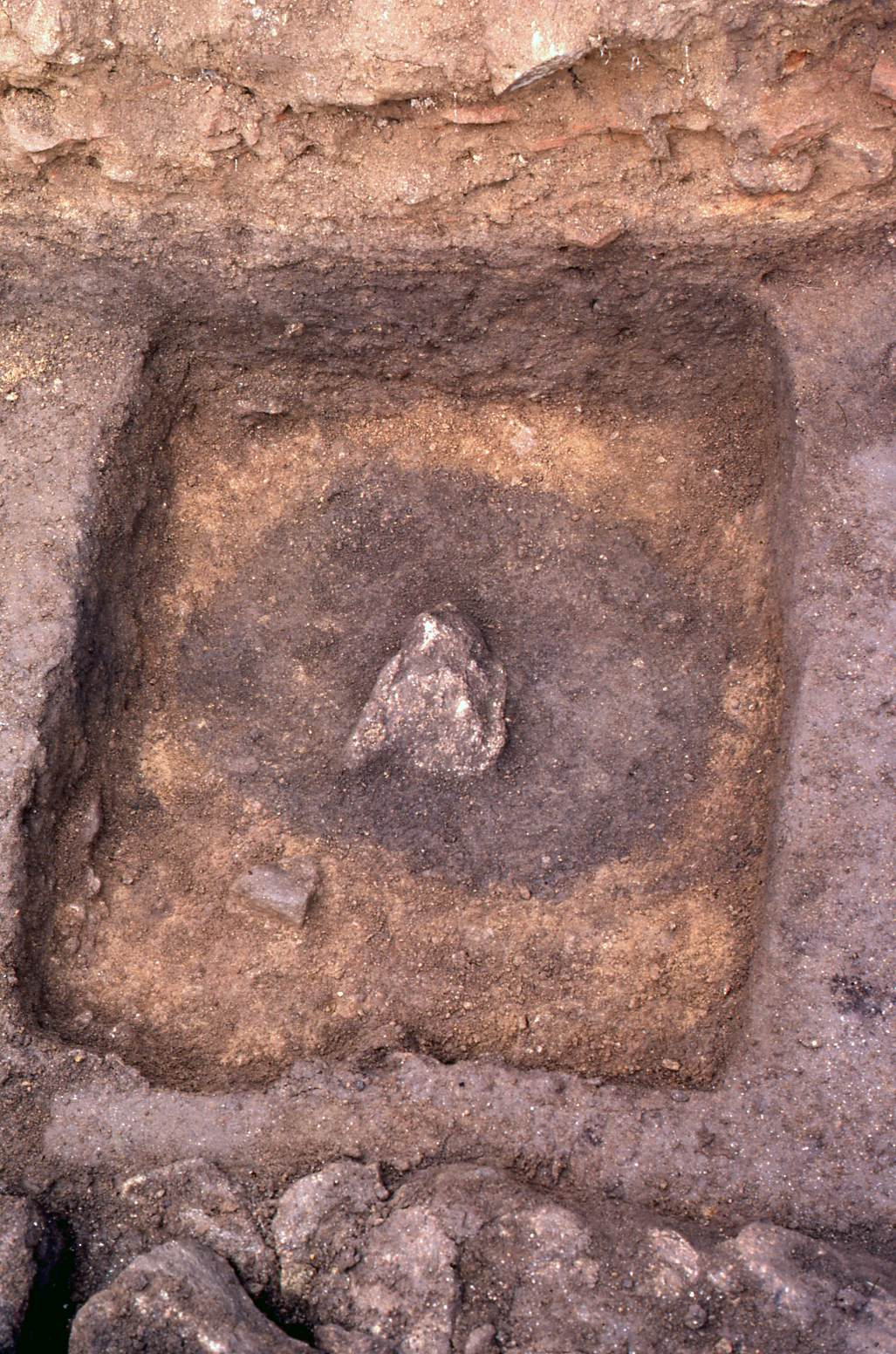
Une des fosses du Ier siècle av. J.-C.
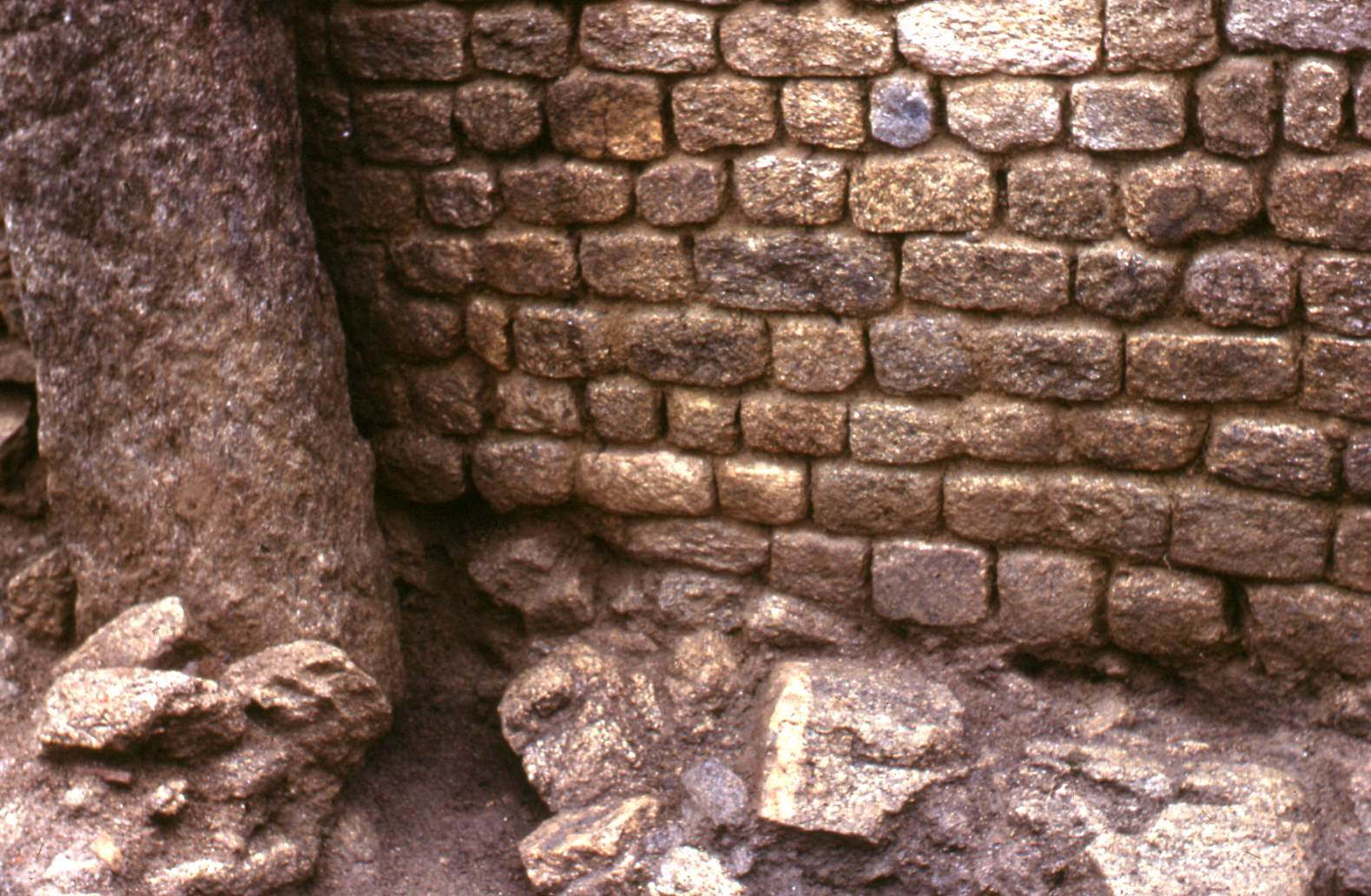
Le mur nord en petit appareil régulier.
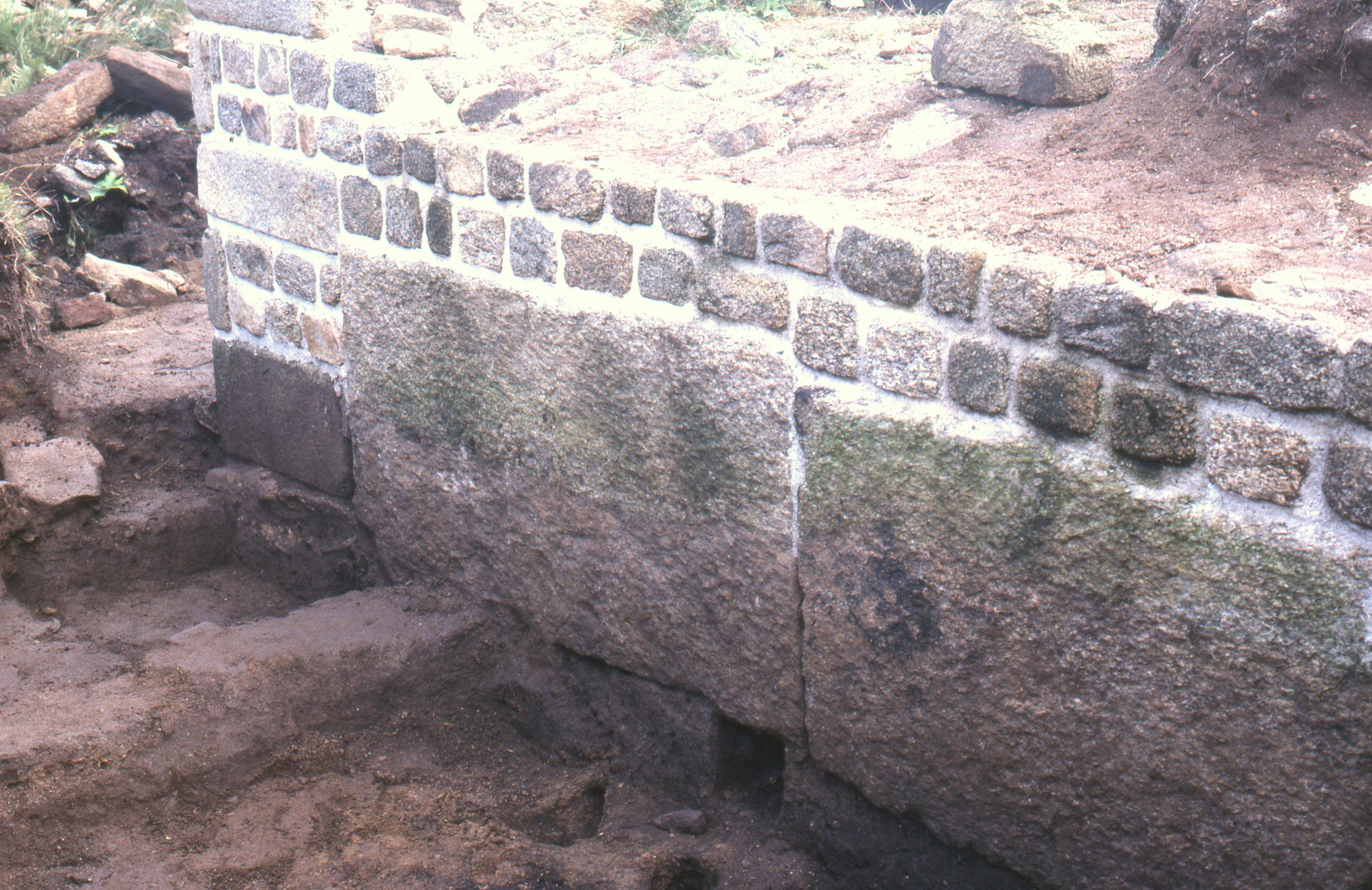
Dalles de gneiss à la base du mur ouest.

#### Campagnes de 1981 et 1982
En 1981 et 1982, deux nouvelles campagnes de fouilles ont porté sur la partie nord de la galerie et les extérieurs ouest et nord du fanum,. La fouille a révélé une occupation antérieure à la construction de celui-ci. En effet, une couche de terre noire scellée par le sol de la galerie incluait de la céramique de tradition gauloise, en particulier des vases non tournés décorés d'une ligne horizontale de motifs impressionnés à la base du col. À l'extérieur, ce niveau précoce, moins marqué, a livré un as de Nîmes coupé par le milieu et quelques tessons de céramique du Ier siècle av. J.-C. associés à de la céramique non tournée. Trois petites fosses comblées de pierres, de 0,60 m de diamètre, appartenaient à cette première phase d'occupation.
Le parement externe du mur nord du fanum est construit en petit appareil très soigné. L'épaisseur des lits de moellons de la base du mur augmente progressivement, puis les lits se dédoublent à intervalle régulier pour compenser la pente naturelle du terrain. De grandes dalles de granite longues de 0,80 à 1,75 m, hautes de 0,65 m forment un soubassement sur toute la longueur du mur ouest. Un gravillon noyé dans une couche de mortier maigre constituait le sol de la galerie qui reposait sur un hérisson formé de deux couches de pierres. Le mobilier recueilli se limite à quelques tessons de céramique, une coupelle en verre incolore ornée d'un décor meulé et un as de Clodius Albinus. Les matériaux de construction en terre cuite comprennent, outre les antéfixes, des briques de faîtage, des carreaux de briques et des tegulae dont les dimensions permettent de distinguer deux groupes, l'un avec une longueur comprise entre 0,39 et 0,45 m, l'autre entre 0,47 et 0,49 m.
Les éléments chronologiques recueillis au cours de la fouille sont peu nombreux. La céramique de tradition gauloise associée à des éléments gallo-romains précoces permet de situer l'origine de l'occupation du site au Ier siècle av. J.-C. La construction du fanum est postérieure à cette époque et date probablement de la seconde moitié du Ier siècle apr. J.-C. — selon Blaise Pichon, la construction des fanums n’est pas datée ; le mobilier retrouvé dans les niveaux de circulation du fanum carré est daté du IIe siècle. L'abandon du monument doit par contre se situer avant la fin du IIIe siècle.
La situation géographique de ces temples, en position dominante, sur un col, évoque un sanctuaire routier.